# مارغريت بريسكوت مونتاغيو
مارغريت بريسكوت مونتاغيو (بالإنجليزية: Margaret Prescott Montague)‏ (29 نوفمبر 1878، وايت سولفور سبرينغز في الولايات المتحدة - 26 سبتمبر 1955، ريتشموند في الولايات المتحدة)؛ روائية أمريكية.

## روابط خارجية
- مارغريت بريسكوت مونتاغيو على موقع IMDb (الإنجليزية)